# Suite voor strijkorkest (Olsen)
De Suite voor strijkorkest opus 60 is een compositie van Ole Olsen. De suite is samengesteld uit muziek die de Noor schreef voor begeleiding van het sprookje Svein Uræd van Nordahl Rolfsen. De uitvoeringen van dat werk vonden plaats vanaf 4 maart 1892 in het Christiania Theater te Christiania.
De suite bestaat uit zeven deeltjes, de klank is licht:
- Sang (lied)
- Nordlys og isjfell (Noorderlicht en ijsberg)
- Vår (lente)
- Drøm (droom)
- Blant sigøynere (bij zigeuners)
- Dverger of alfer (Dwergen en elfjes)
- Solefallssang (Zonsondergangslied).

Dat laatste deel is een instrumentale versie van Solefaldssang voor mannenkoor.
Van het werk is bekend dat Hans Winderstein het samen met zijn zestig man sterke Leipziger Philharmonisches Orchester in Oslo uitvoerde op 23 maart 1902 in een programma van Noorse muziek.